# Leão Argiro
Leão Argiro (em grego: Λέων Ἀργυρός) foi um general bizantino ativo na primeira metade do século X, durante o reinado dos imperadores Leão VI, o Sábio (r. 886–912), Alexandre (r. 912–913), Constantino VII Porfirogênito (r. 913–959) e Romano I Lecapeno (r. 920–944).

## Vida

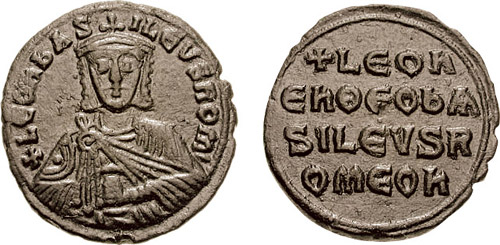
Fólis de r.

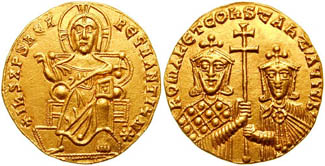
Soldo de r. e r.

Foi o filho do magistro Eustácio Argiro, drungário da guarda sob o imperador Leão VI, o Sábio (r. 886–912). Em ca. 910, Leão e seu irmão Potos Argiro serviram sob Leão VI como manglabitas (guarda-costas pessoais), quando o pai deles foi envenenado após cair pela suspeita de Leão. Os irmãos levaram o corpo do pai para o mosteiro de Santa Isabel no Tema de Carsiano.
Potos e Leão seguiram carreira militar. De acordo com Constantino VII Porfirogênito (r. 913–959), já em 911, Leão, apesar de jovem, tornou-se um governador militar (estratego) do Tema de Sebasteia com o posto de protoespatário. Ele então participou na desastrosa campanha contra a Bulgária que terminou na batalha de Anquíalo em 20 de agosto de 917. Sob Romano I Lecapeno (r. 920–944), Leão alcançou ofícios mais altos: casou-se com uma das filhas do imperador, Ágata, e atingiu os postos de patrício e finalmente magistro. Em 922, participou junto com seu irmão Potos, que era então doméstico das escolas, em outra pesada derrota contra os búlgaros na batalha de Pegas. Em algum ponto, ou ca. 922 ou após a queda de Romano Lecapeno em 944, também serviu como doméstico das escolas.
Leão Argiro teve dois filhos, Mariano Argiro e Romano Argiro. Ambos era firmes apoiantes de Romano Lecapeno e desfrutaram de altos títulos cortesões; Romano Argiro casou-se com a filha do imperador, Ágata. Através de Romano, Leão Argiro foi provavelmente o avô ou bisavô do imperador Romano III Argiro (r. 1028–1034).